# اما گریفیتس مالین
اما گریفیتس مالین (انگلیسی: Emma Griffiths Malin؛ زادهٔ ۱۹۸۰ میلادی) بازیگر اهل بریتانیا است.
از فیلم‌ها یا برنامه‌های تلویزیونی که وی در آن نقش داشته‌است می‌توان به حفره، لولیتا، مارپل آگاتا کریستی، پوآرو و ماری رایلی اشاره کرد.